# August Sauer
August Sauer (født 12. oktober 1855 i Wiener Neustadt, død 17. september 1926 i Prag) var en østrigsk litteraturhistoriker.
Sauer besøgte Schottengymnasiet i Wien, studerede ved universiteten i Wien og Berlin, var professor ved universitet i Lemberg 1879—83, derpå i Graz 1883—86, fra 1886 i Prag. Han har været med til at udgive en række tyske og østrigske digteres værker, for eksempel Gleim, Raimund, Stifter, Grillparzer, blandt andet den store kritiske udgave, der udkommer på foranledning af byen Wien, Bürger, Stürmer und Dränger. Blandt hans arbejder kan nævnes Frauenlieder aus der Blütezeit der deutschen Literatur (1885), »Aus dem alten Oesterreich«, J. G. Seume, Gesammelte Reden und Aufsätze zu Geschichte der Literatur in Oesterreich und Deutschland (1902) og Goethe und Oesterreich (1902—03 i Schriften der Goethe-Gesellschafts). Han udgav det betydningsfulde litteraturhistoriske tidsskrift Euphorion.